# Biernat van Lublin
Biernat van Lublin (Pools: Biernat z Lublina, geboren ca. 1465 – overleden na 1529) was een Poolse dichter, fabulist, vertaler en natuurkundige. Hij was een van de eerste schrijvers in het Pools waarvan de naam bekend is en een van de interessantste daarvan. Hij gaf volks-, renaissance- en liberaal-christelijke opvattingen weer.

## Leven
Biernat schreef het eerste in het Pools gedrukte boek: een gebedenboek, Raj duszny (Paradijs van de ziel), gepubliceerd in 1513 te Krakau in Polens eerste drukkerij van Florian Ungler.
Biernat schreef ook het eerste seculiere werk in de Poolse literatuur: een verzameling van rijmende fabels, volks en antiklerikaal: Żywot Ezopa Fryga (Het leven van Aesopus de Phrygiër) in 1522.

## Werken
- Raj duszny (Paradijs van de ziel), 1513
- Żywot Ezopa Fryga (Het leven van Aesopus de Phrygiër), 1522
- Dialog Polinura z Charonem (Dialoog tussen Polinur en Charon)

- Bibliothèque nationale de France: cb10427233g (data)
- Gemeinsame Normdatei: 102504059
- International Standard Name Identifier: 0000 0000 8154 8107
- Library of Congress Control Number: n84235716
- Nationale Bibliotheek van Tsjechië: mzk2010597319
- Nationale bibliotheek van Australië: 35934909
- Nationale Bibliotheek van Israël: 987007383222405171
- Nederlandse Thesaurus van Auteursnamen: 115140719
- Réseau des bibliothèques de Suisse occidentale: 02-A012443861
- Système universitaire de documentation: 196163927
- Trove: 1152998
- Virtual International Authority File: 74244507
- WorldCat: E39PBJxmMcRVYPc7QY9QP74yVC